# Восточный Дагомыс
Восто́чный Дагомы́с (Небуго́) (адыг. Псыдах, Нэбгъо) — горная река в Лазаревском районе Большого Сочи в Краснодарском крае.

## Характеристики
Восточный Дагомыс является одним из двух истоков реки Дагомыс, сливающихся в одну реку на территории микрорайона Дагомыс. Берёт своё начало в районе горы Травяной Шпиль и течёт далее на запад. В верховьях реки расположены различные пороги образующие урочище — Самшитовые водопады, чуть выше заброшенного села Четвёртая Рота.
Вдоль долины реки расположены населённые пункты — Четвёртая Рота, Барановка и Дагомыс. В районе села Барановка образует озеро Барановское.
Длина реки составляет 19 км, с общей водосборной площадью в 52 км².

## Данные водного реестра
По данным государственного водного реестра России и геоинформационной системы водохозяйственного районирования территории РФ, подготовленной Федеральным агентством водных ресурсов:
- Бассейновый округ — Кубанский
- Речной бассейн — Реки бассейна Чёрного моря
- Водохозяйственный участок — Реки бассейна Чёрного моря от западной границы бассейна реки Шепси до реки Псоу
- Код водного объекта — 06030000312109100000653
- Код по гидрологической изученности (ГИ) — 109100065
- Номер тома по ГИ — 09
- Выпуск по ГИ — 1